# Бојана Субота
Бојана Субота (Вуковар, 1. фебруар 1924 — Београд, 8. мај 1997) је била филмски и ТВ монтажер.
Њени значајнији радови су остварени на ТВ захваљујући плодној сарадњи са Ђорђем Кадијевићем на основу реализације великог пројекта Вук Караџић.
Монтирала је игране филмове Здравка Шотре, Шеста брзина и Идемо даље.

## Филмографија
| Год.     | Назив                     | Улога            |
| -------- | ------------------------- | ---------------- |
| 1960.-те |                           |                  |
| 1961.    | Први грађанин мале вароши | асистент монтаже |
| 1961.    | Лето је криво за све      | асистент монтаже |
| 1963.    | Човек и звер              | асистент монтаже |
| 1963.    | Мушкарци                  | асистент монтаже |
| 1964.    | Службени положај          | асистент монтаже |
| 1964.    | Марш на Дрину             | асистент монтаже |
| 1965.    | Непријатељ                | асистент монтаже |
| 1966.    | Пре рата                  | асистент монтаже |
| 1966.    | Сан                       | асистент монтаже |
| 1966.    | Време љубави              | монтажер         |
| 1967.    | Илузија                   | асистент монтаже |
| 1967.    | Кораци кроз магле         | асистент монтаже |
| 1967.    | Кад будем мртав и бео     | асистент монтаже |
| 1967.    | Пошаљи човека у пола два  | монтажер         |
| 1968.    | У раскораку               | асистент монтаже |
| 1968.    | Операција Београд         | асистент монтаже |
| 1968.    | Кад голубови полете       | монтажер         |
| 1970.-те |                           |                  |
| 1970.    | Лилика                    | монтажер         |
| 1971.    | Музички аутомат           |                  |
| 1972.    | Ћелава певачица           |                  |
| 1973.    | Сан доктора Мишића        |                  |
| 1973.    | Несрећа                   |                  |
| 1973.    | Кућевласник и паликућа    |                  |
| 1974.    | Пинг без понга            |                  |
| 1974.    | Петао није запевао        |                  |
| 1974.    | Оглас                     |                  |
| 1974.    | Недеље са Ањом            |                  |
| 1975.    | Ђавоље мердевине          |                  |
| 1976.    | Спиритисти                |                  |
| 1976.    | Морава 76                 |                  |
| 1976.    | Грешно дете               |                  |
| 1976.    | Фронташ                   |                  |
| 1978.    | Најлепша соба             |                  |
| 1979.    | Кост од мамута            |                  |
| 1980.-те |                           |                  |
| 1981.    | Шеста брзина              |                  |
| 1982.    | Приче из радионице        |                  |
| 1982.    | Идемо даље                |                  |
| 1983.    | Учитељ (ТВ)               |                  |
| 1985.    | Оркестар једне младости   |                  |
| 1986.    | Свечана обавеза           |                  |
| 1987.    | Вук Караџић               |                  |
| 1980.-те |                           |                  |
| 1990.    | Свето место               |                  |